# Bardsir
Bardsir (persiska: بَرْدْسیر) är en stad i Iran. Den ligger i provinsen Kerman, i den centrala delen av landet, 2 049 meter över havet. Antalet invånare är 37 192. Bardsir är administrativt centrum för delprovinsen (shahrestan) Bardsir.